# Syra-bastitrering

Animering av en syra-bastitrering med tillhörande titreringskurva och ekvivalenspunkt

Syra-bastitrering är en typ av titrering som används när man vill bestämma substansmängd av Brønsted-Lowry-syra eller bas (titrat) genom att neutralisera den med en lösning med känd koncentration (titrant). Detta pågår till dess att ekvivalenspunkten nås (den punkt då substansmängden tillsatt bas är ekvivalent med substansmängden syra som fanns i lösningen från början). Vid ekvivalenspunkten har all syra neutraliserats av basen. En syra-basindikator eller en pH-meter används för att se när ekvivalenspunkten är nådd och en titreringskurva kan konstrueras. Genom att multiplicera volymen tillsatt bas med baslösningens koncentration får man fram substansmängden tillsatt bas. Det ger substansmängden syra eftersom den vid ekvivalenspunkten är likvärdig med substansmängden bas, det vill säga n(bas):n(syra).
Detta skiljer sig från andra moderna titreringssätt, som oxidations-reduktionstitreringar, fällningstitreringar och komplexometriska titreringar. Även om dessa typer av titrering också används för att bestämma okända mängder av ämnen, varierar dessa ämnen från joner till metaller.
Syra-bastitrering finner omfattande tillämpningar inom olika vetenskapliga områden, som läkemedel, miljöövervakning och kvalitetskontroll inom industrier. Denna metods precision och enkelhet gör den till ett viktigt verktyg i kvantitativ kemisk analys, vilket väsentligt bidrar till den allmänna förståelsen av lösningskemi.

## Alkalimetri och acidimetri
Alkalimetri och acidimetri är typer av volymetriska analyser där den fundamentala reaktionen är en neutraliseringsreaktion. De involverar kontrollerad tillsats av antingen en syra eller en bas (titrant) med känd koncentration till lösningen av den okända koncentrationen (titrat) tills reaktionen når sin stökiometriska ekvivalenspunkt. Vid denna punkt är molerna syra och bas lika, vilket resulterar i en neutral lösning:
syra + bas → salt + vatten
Till exempel:
HCl + NaOH → NaCl + H2O

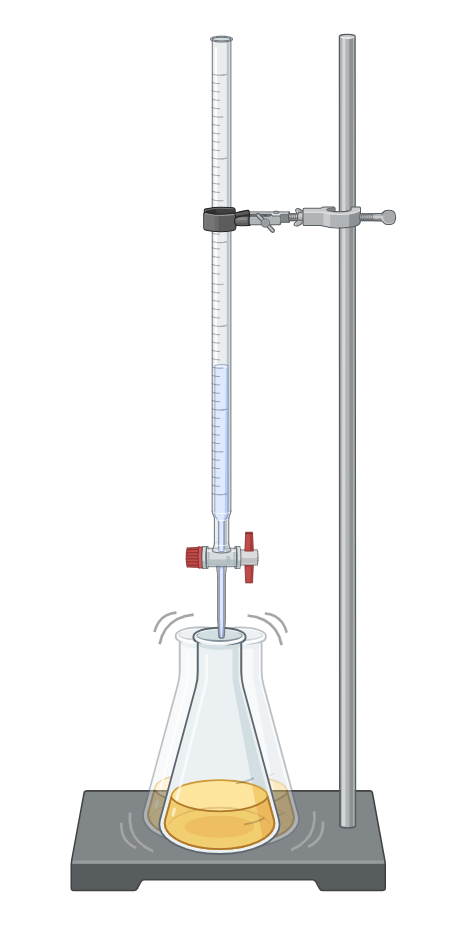
Titrering av en standardlösning med metylorange indikator. Titrat är i Erlenmeyerkolven, titrant är i byrett.

Acidimetri är den specialiserade analytiska användningen av syra-bastitrering för att bestämma koncentrationen av ett basiskt (alkaliskt) ämne med hjälp av standardsyra. Detta kan användas för svaga baser och starka baser. Ett exempel på en acidimetrisk titrering som avser en stark bas är följande:
Ba(OH)2 + 2 H+ → Ba2+ + 2 H2O
I detta fall neutraliseras den starka basen (Ba(OH)2) av syran tills all bas har reagerat. Detta gör det möjligt för betraktaren att beräkna basens koncentration från volymen av standardsyran som används.
Alkalimetri följer samma koncept för specialiserad analytisk syra-bastitrering, men för att bestämma koncentrationen av ett surt ämne med hjälp av standardbas. Ett exempel på en alkalimetrisk titrering som avser en stark syra är följande:
H2SO4 + 2 OH− → SO42- + 2 H2O
I detta fall neutraliseras den starka syran (H2SO4) av basen tills all syra har reagerat. Detta gör det möjligt för betraktaren att beräkna koncentrationen av syran från volymen av standardbasen som används.
Standardlösningen (titrant) förvaras i byretten, medan lösningen med okänd koncentration (analyt/titrat) placeras i Erlenmeyerkolven under den med en indikator.

## Val av indikator
En lämplig pH-indikator måste väljas för att detektera slutpunkten för titreringen. Färgförändringen eller annan effekt bör inträffa nära reaktionens ekvivalenspunkt så att försöksledaren exakt kan avgöra när den punkten nås. pH för ekvivalenspunkten kan uppskattas med hjälp av följande regler:
- En stark syra kommer att reagera med en stark bas för att bilda en neutral (pH = 7) lösning.
- En stark syra kommer att reagera med en svag bas för att bilda en sur lösning (pH < 7).
- En svag syra kommer att reagera med en stark bas för att bilda en basisk (pH > 7) lösning.

Dessa indikatorer är viktiga verktyg inom kemi och biologi, som hjälper till att bestämma en lösnings surhet eller alkalinitet genom observation av färgövergångar. Tabellen nedan fungerar som en referensguide för dessa indikatorval, och ger information i pH-intervallen och färgomvandlingar som är förknippade med specifika indikatorer:
| Indikatornamn   | Indikatorfärg | Övergångsintervall (pH-intervall) | Färg efter förhållande med högt pH |
| --------------- | ------------- | --------------------------------- | ---------------------------------- |
| Metylorange     | Orange/röd    | 3,1 – 4,4                         | Gul                                |
| Metylröd        | Röd           | 4,4 – 6,3                         | Gul                                |
| Kongoröd        | Blå           | 3,0 – 5,2                         | Röd                                |
| Fenolftalein    | Färglös       | 8,3 – 10,0                        | Rosa                               |
| Tymolftalein    | Färglös       | 9,3 – 10,5                        | Blå                                |
| Bromfenolblått  | Gul           | 3,0 – 4,6                         | Blå                                |
| Bromkresol grön | Gul           | 3,8 – 5,6                         | Blå                                |
| Tymol blå       | Röd           | 1,2 – 2,8; 8,0 – 9,6              | Blå                                |
| Cresol röd      | Gul           | 7,2 – 8,8                         | Violett                            |
| Neutral röd     | Röd           | 6,8 – 8,0                         | Gul                                |

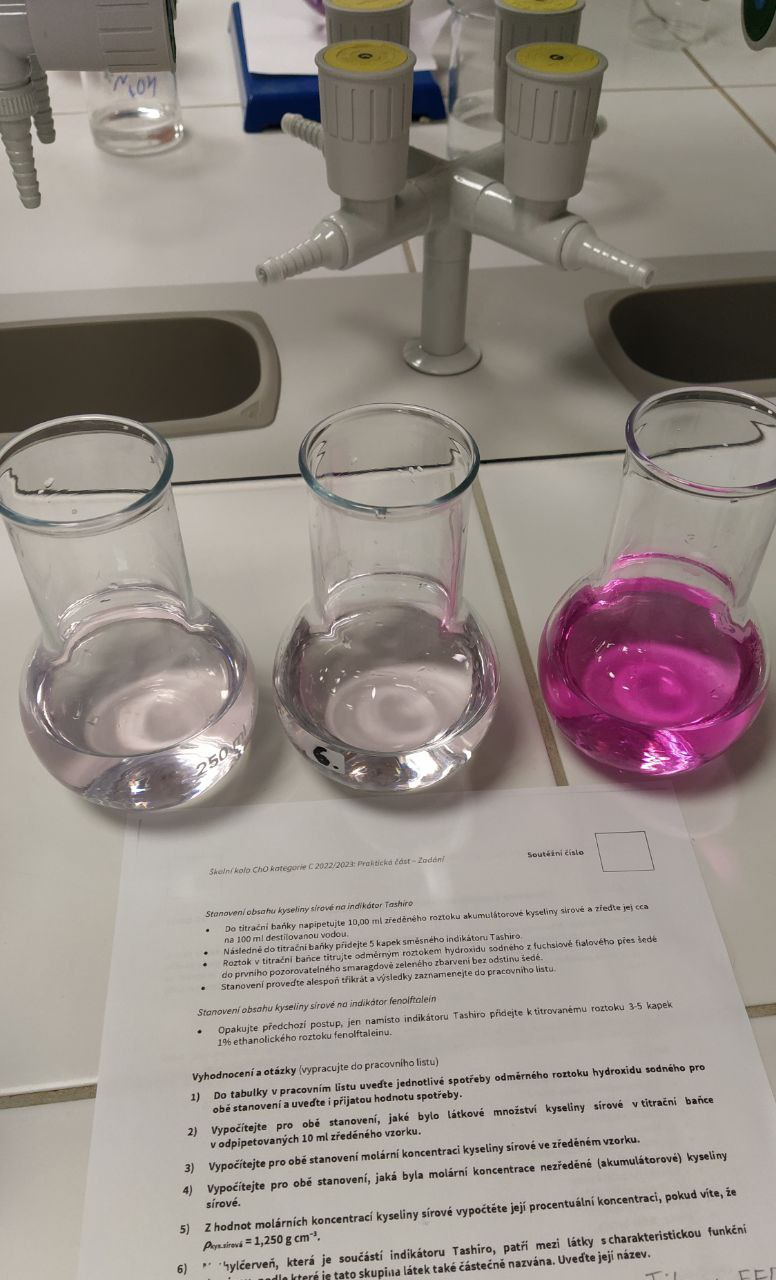
Tre olika punkter i en syra-bastitrering med fenolftalein som indikator.

Fenolftalein är allmänt erkänt som en av de mest använda syra-basindikatorerna inom kemin. Dess popularitet beror på dess effektivitet i ett brett pH-område och dess distinkta färgövergångar. Dess skarpa och lätt detekterbara färgförändringar gör fenolftalein till ett värdefullt verktyg för att bestämma slutpunkten för syra-bastitrering, eftersom en exakt pH-förändring betyder att reaktionen är fullbordad.
När en svag syra reagerar med en svag bas blir ekvivalenspunktslösningen basisk om basen är starkare och sur om syran är starkare. Om båda är lika starka kommer ekvivalens-pH att vara neutralt. Men svaga syror titreras inte ofta mot svaga baser eftersom färgförändringen som visas av indikatorn ofta är snabb och därför mycket svår för observatören att se färgförändringen.
Den punkt där indikatorn ändrar färg kallas slutpunkten. En lämplig indikator bör väljas, helst en som kommer att visa en förändring i färg (en slutpunkt) nära reaktionens ekvivalenspunkt.
Förutom det stora utbudet av indikatorlösningar, fungerar pH-papper, tillverkade av papper eller plast med kombination av dessa indikatorer, som ett praktiskt alternativ. En lösnings pH kan uppskattas genom att doppa ner en remsa av pH-papper i den och matcha den observerade färgen med referensstandarderna som finns på behållaren.

## Farmaceutiska tillämpningar

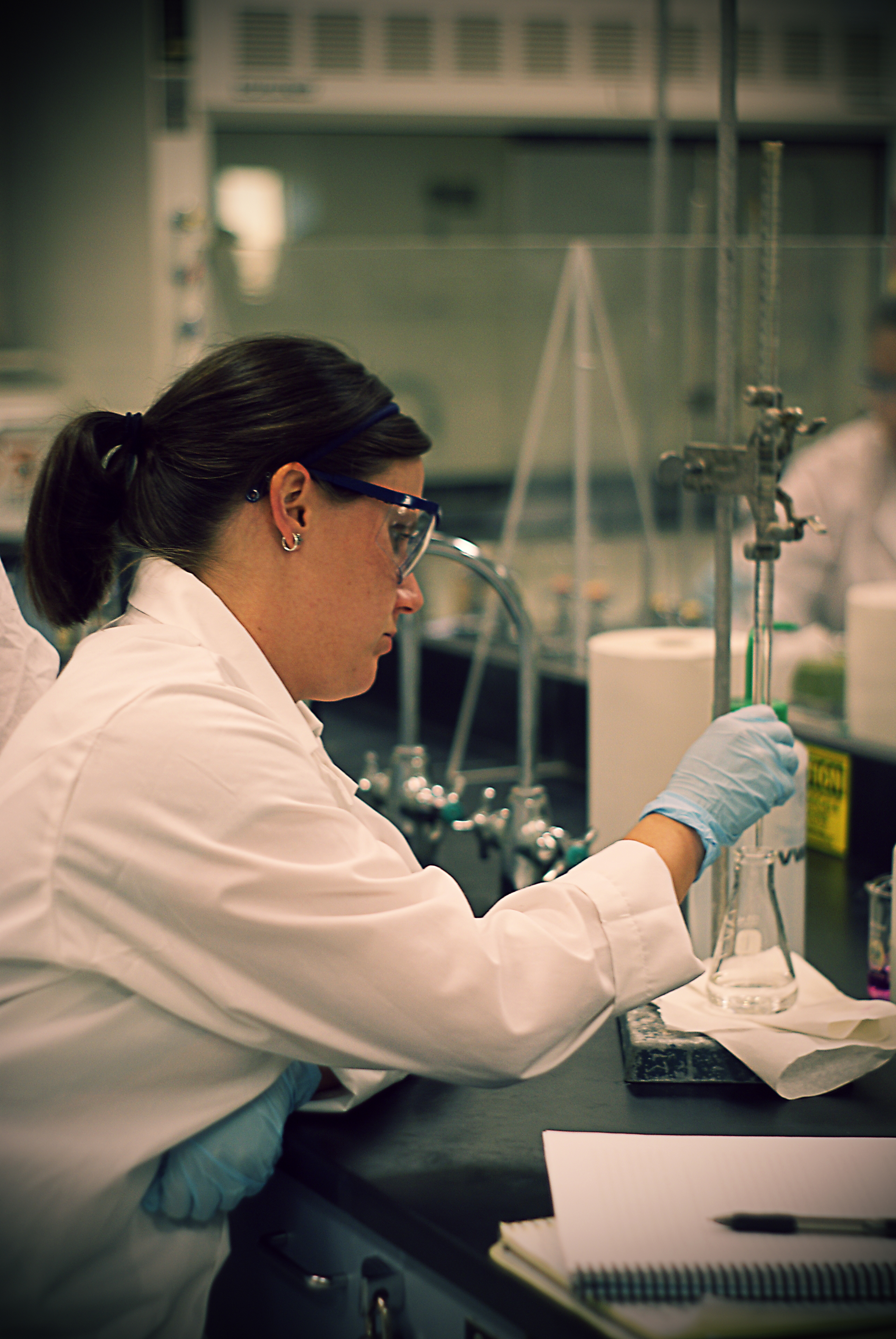
Kemist som utför en syra-bastitrering i labbet.

Inom läkemedelsindustrin fungerar syra-bastitrering som en grundläggande analysteknik med olika tillämpningar. En primär användning innefattar bestämning av koncentrationen av aktiva läkemedelsingredienser (API) i läkemedelsformuleringar, vilket säkerställer produktkvalitet och överensstämmelse med regulatoriska standarder. 
Syra-bastitrering är särskilt värdefull för att kvantifiera sura eller basiska funktionella grupper med farmaceutiska föreningar. Dessutom används metoden för analys av tillsatser eller ingredienser, vilket gör det lättare att justera och kontrollera hur en produkt tillverkas. Laboratorier för kvalitetskontroll använder syra-bastitrering för att bedöma renheten hos råvaror och för att övervaka olika stadier av läkemedelstillverkningsprocesser. 
Teknikens tillförlitlighet och enkelhet gör den till ett integrerat verktyg i farmaceutisk forskning och utveckling, vilket bidrar till produktionen av säkra och effektiva mediciner.

## Tillämpningar för miljöövervakning

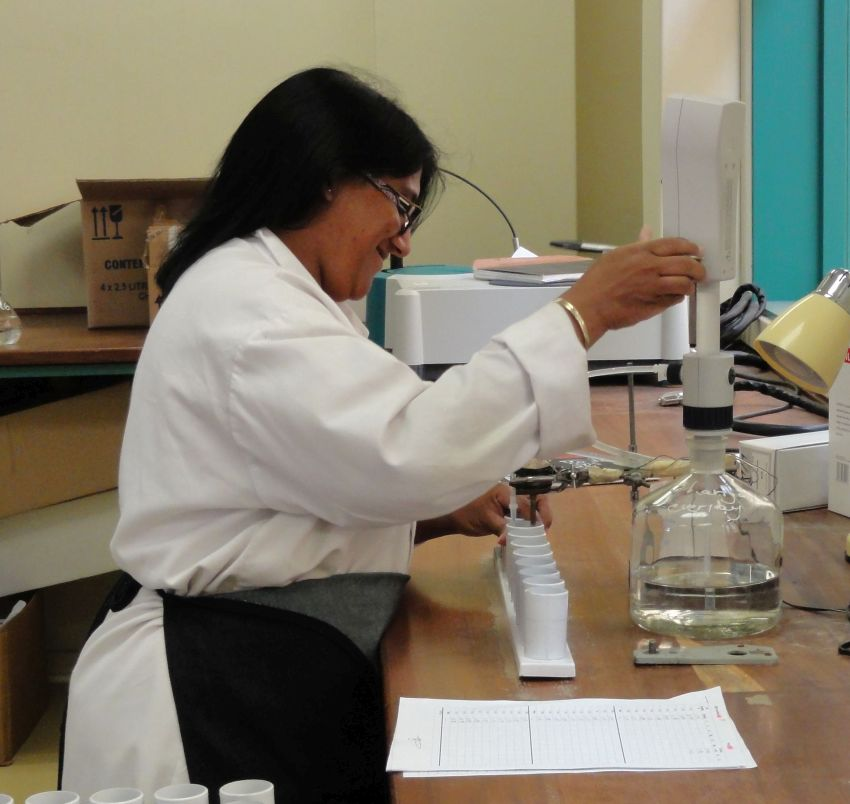
Analys av markens bördighet med syra-bastitrering.

Syra-bastitrering spelar en avgörande roll vid miljöövervakning genom att tillhandahålla en kvantitativ analysmetod för att bedöma surheten eller alkaliniteten i vattenprover. Mätningen av parametrar som pH, total alkalinitet och surhet är avgörande för att utvärdera miljöpåverkan från industriella utsläpp, avrinning från jordbruket och andra källor till vattenförorening.
Syra-bas-titrering möjliggör bestämning av buffringskapaciteten hos naturliga vattensystem, vilket hjälper till att bedöma deras förmåga att motstå förändringar i pH. Övervakning av pH-nivåer är viktigt för att bevara akvatiska ekosystem och säkerställa efterlevnad av miljöbestämmelser.
Syra-bastitrering används också i analysen av surt regns effekter på mark och vatten, vilket bidrar till den övergripande förståelsen och hanteringen av miljökvalitet. Metodens förutseende och tillförlitlighet gör den till ett värdefullt verktyg för att skydda ekosystem och bedöma påverkan av mänsklig verksamhet på naturliga vattenresurser.